# Доња Требиња
Доња Требиња је насељено мјесто у саставу града Карловца, на Кордуну, у Карловачкој жупанији, Република Хрватска.

## Географија
Доња Требиња се налази око 15 км југоисточно од Карловца.

## Историја
Доња Требиња се од распада Југославије до августа 1995. године налазила у Републици Српској Крајини.

## Становништво
Према попису становништва из 2011. године, насеље Доња Требиња је имало 22 становника.
| Националност       | 1991. | 1981. | 1971. | 1961. |
| Срби               | 39    | 31    | 78    | 112   |
| Југословени        |       | 25    | 2     |       |
| Хрвати             | 3     | 10    | 14    | 11    |
| остали и непознато |       |       |       |       |
| Укупно             | 42    | 66    | 94    | 123   |

| Демографија | Демографија | Демографија |
| Година      | Становника  | Становника  |
| ----------- | ----------- | ----------- |
| 1961.       | 123         |             |
| 1971.       | 94          |             |
| 1981.       | 66          |             |
| 1991.       | 42          |             |
| 2001.       | 21          |             |
| 2011.       |             | 22          |